# Maria Henry
Maria Henry, född Storer, död 1795, var en amerikansk skådespelare och sångerska. Hon var engagerad vid Old American Company.

## Biografi
Maria Henry var dotter till den brittiske skådespelaren Charles Storer (död 1765) och sångerskan Elizabeth Frances Clark Storer (död 1766), och syster till Hannah Helen Storer (död 1766), Nancy Ann Storer Hogg (1749–1816), Frances "Fanny" Storer Mechtler, Elizabeth Storer, Jane "Jenny" Storer och Sarah Storer (död 1766). Systrarna Storer är berömda i engelsk teaterhistoria, då de alla var verksamma som skådespelare, och de har ofta förväxlats med varandra, särskilt som tre av dem var gifta med skådespelaren John Henry.
Systrarna var verksamma med sin mor i Dublin 1757. De emigrerade till Jamaica 1762, där de var verksamma på New Theatre i Kingston, och blev 1766 engagerade av skådespelaren John Henry (död 1794) till Old American Company, som var verksamt i USA och Jamaica. John Henry gifte sig först med Helen Storer, som avled i ett skeppsbrott på väg till New York 1766; sedan med Ann Storer, med vilken han fick en son, hon kallade sig 'Mrs Henry' 1768–1775 innan hon lämnade sällskapet och fortsatte sin karriär i Dublin; slutligen gifte sig John Henry med Maria Storer. Det är inte känt när paret gifte sig, om de alls gjorde det formellt, men hon kallades från 1788 för 'Mrs Henry'. Fanny Storer gjorde sin debut på Southwark Theatre i Philadelphia 1767, var från sitt giftermål 1790 känd som 'Mrs Mechtler' och beskrivs som en ofta anlitad birollsskådespelerska, som även var aktiv som konsertsångerska.
Maria Storer gjorde liksom Fanny, Jenny och Nancy sin debut som barn på Smock Alley i Dublin 1757. Hon fortsatte sedan agera på New Theatre i Kingston på Jamaica, och debuterade med Old American Company i New York 1767. Hon har beskrivits som den amerikanska scenens första primadonna. Hon spelade både komedi och tragedi. Hon agerade också sångerska i både operor och konserter. År 1785 framträdde hon i en serie konserter hållna av St Cecilia Society i Charleston, South Carolina. Hon ansågs vara sällskapets bästa sångerska fram till rekryteringen av Mary Ann Wrighten Pownall 1792. Hon ska ha simulerat sjukdom för att slippa spela vissa roller och en del konflikter förekom med både kolleger och teaterdirektörer på grund av detta och hennes alkoholism, något som gav henne dålig publicitet under hennes sista år. Hon och hennes make avslutade sina scenkarriärer 1794 och bosatte sig i ett hus bakom teatern i Philadelphia.